# Tehching Hsieh
Tehching « Sam » Hsieh (謝德慶), né 31 décembre 1950 à Nanzhou, est un performeur américain d'origine taïwanaise.

## Carrière

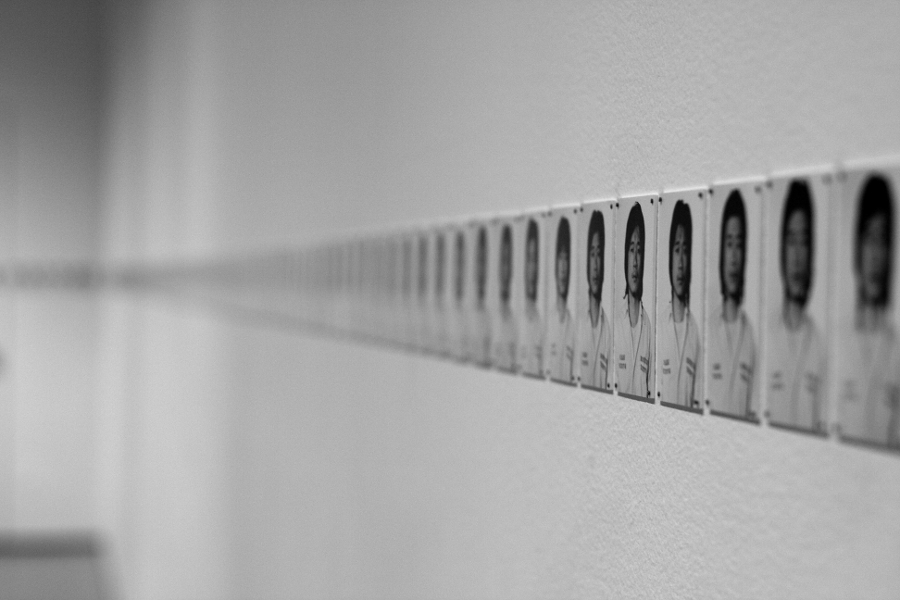
Photo de l'exposition Tehching Hsieh au MoMA en 2009.

De 1978 à 1986, Hsieh a accompli des « performances d'un an ». Sa première performance est Cage Piece : du 29 septembre 1978 au 30 septembre 1979, il s'est enfermé dans une cage en bois de 3,5 × 2,7 x 2,4 m. 
Du 4 juillet 1983 au 3 juillet 1984, Linda  Montano réalise une performance avec Tehching Hsieh. Les deux artistes sont liés par une corde 24 heures sur 24 et ce pendant un an.
De 1986 à 1999, il a travaillé sur un projet intitulé « plan de 13 ans ». Il met fin à sa carrière d'artiste en 2000.
La performeuse Marina Abramović l'a qualifié de « maître ».